# Pullulanase
Die Pullulanase (auch Pullulan-6-Glucanohydrolase) ist ein bakterielles Enzym, das unter anderem von Klebsiella synthetisiert und exprimiert wird und den extrazellulären Abbau des pflanzlichen Polysaccharids Pullulan erlaubt. Solche Enzyme nennt man auch Exoenzyme. Die Monomere werden anschließend von den Bakterien aufgenommen.